# Митагвария, Нодар Прокофьевич
Нодар Прокофьевич Митагвария (груз. ნოდარ მიტაგვარია; род. 29 января 1941, Тбилиси) — советский и грузинский биолог, доктор биологических наук, профессор, академик Академии наук Грузии (2013; член-корреспондент с 2001). Академик-секретарь Отдела физиологии и медицины Национальной академии наук Грузии (с 2015).

## Биография
Родился 29 января 1941 года в Тбилиси, Грузинской ССР.
С 1962 по 1967 год обучался на биологическом факультете Тбилисского государственного университета. С 1967 по 1970 год обучался в аспирантуре Института физиологии имени И. С. Бериташвили АН Грузинской ССР, а с 1982 по 1984 год в докторантуре Института эволюционной физиологии и биохимии имени И. М. Сеченова АН СССР.
С 1970 года на научно-исследовательской работе в Институте физиологии имени И. С. Бериташвили АН Грузинской ССР (с 1992 года — Центр Экспериментальной биомедицины имени И. С. Бериташвили АН Грузии) в должностях: научный сотрудник, с 1971 по 1991 год — заведующий отделом метаболического обеспечения функций головного мозга, одновременно с 1980 по 1991 год — заместитель директора этого института по науке, с 1991 года — заведующий отделением мозгового кровообращения и обмена веществ и одновременно с 2012 по 2017 год — председатель Научного совета этого центра.
Одновременно с 1991 по 2017 год работал в Национальном институте онкологии в качестве старшего консультанта. С 2015 года — академик-секретарь Отдела физиологии и медицины НАН Грузии. Одновременно с 2017 года — научный руководитель Калифорнийской корпорации медицинских ресурсов.

### Научно-педагогическая деятельность и вклад в науку
Основная научно-педагогическая деятельность Н. Митагвария была связана с вопросами в области сохранение биоразнообразия, функционирование и нарушение механизмов, обеспечивающих метаболическое поддержание функций головного мозга. Занимался исследованиями в области изучения физиологических механизмов феномена Гормезиса, изучения физиологических механизмов терапевтических эффектов, применяемых в онкологической практике при общей и локальной гипертермии организма и нарушения их терапевтических эффектов, исследованиями анализа механизмов регуляции мозгового кровообращения в нормальных условиях и в условиях различных патологий.
В 1971 году защитил кандидатскую диссертацию по теме: «Исследование основных гемодинамических показателей мозгового кровообращения с помощью математического моделирования», в 1984 году защитил докторскую диссертацию на соискание учёной степени доктор биологических наук по теме: «Анализ динамических характеристик регуляции кровоснабжения головного мозга». В 1990 году ему присвоено учёное звание профессор. В 2001 году был избран член-корреспондентом, в 2013 году — действительным членом НАН Грузии.  Н. Митагвария было написано более ста научных работ, в том числе  монографий.

## Награды
- Премия И. С. Бериташвили АН Грузии (2001)
- Почётный диплом и Первая премия Академии наук СССР (1991 — «за высокое качество исследований в области мозгового кровообращения») [1]

## Основные труды
- Исследование основных гемодинамических показателей мозгового кровообращения с помощью математического моделирования. - Тбилиси, 1971. - 109 с.
- Устойчивость циркуляторного обеспечения функций головного мозга : (Ауторегуляция. Кислород. Недостаточность. Функцион. нагрузка) / Н. П. Митагвария. - Тбилиси : Мецниереба, 1983. - 177 с.
- Анализ динамических характеристик регуляции кровоснабжения головного мозга. - Тбилиси, 1984. - 325 c.
- Физиология, патофизиология, фармакология мозгового кровообращения : Вторая всесоюз. конф., 10-12 нояб. 1988 г., Тбилиси : Тез. докл. / [Под ред. Н. П. Митагвария, В. Т. Бегиашвили]. - Тбилиси : Мецниереба, 1988. - 229 с[3]